# Mario Theodoli
Mario Theodoli (Roma, 1601 - Roma, 27 de junho de 1650) foi um cardeal do século XVII

## Biografia
Nasceu em Roma em 1601, Roma. Filho de Teodolo Theodoli, primeiro marquês de S. Vito, e Flavia Fani, que pertencia a uma rica família patrícia da Toscana. Seu irmão Alfonso, que se casou com Costanza Costanti em 2 de fevereiro de 1626, foi o segundo marquês de S. Vito. Parente do cardeal Augusto Theodoli (1886).
Estudou direito em Roma desde muito jovem..
No outono de 1623, poucos meses após a eleição papal do Papa Urbano VIII, ele e seu irmão Alfonso foram chamados a fazer parte do grande círculo de administradores e políticos a serviço do novo pontífice, que promoveu Alfonso ao prestigiado título de marquês del Baldacchino , cargo honorário que ocupou até fevereiro de 1626 e que lhe teria garantido o direito de receber o papa em sua própria cidade ou residência suburbana. Referendário dos Tribunais da Assinatura Apostólica da Justiça e da Graça. Abreviatura de parco maggiore, janeiro de 1626. Governador da cidade de Terni, 8 de dezembro de 1626. Governador de Cesena, novembro de 1627 a novembro de 1628. Governador de Orvieto, dezembro de 1628 a 1629. Governador de Camerino, 8 de janeiro de 1630. Governador de Ancona, fevereiro de 1631 a 1633. Governador de Viterbo, 6 de junho de 1633 a junho de 1634. Adquiriu, segundo o costume da época, um clericado na Câmara Apostólica, 1638. Nomeado presidente da Annona, 20 de abril de 1637. Protonotário participante apostólico e juiz ordinário da Cúria Romana, 1642. Auditor Geral da Câmara Apostólica, 1642..
Criado cardeal sacerdote no consistório de 13 de julho de 1643; recebeu o gorro vermelho e o título de S. Alessio, em 31 de agosto de 1643. Participou do conclave de 1644, que elegeu o Papa Inocêncio X. Ministro da França perante a Santa Sé na ausência do Cardeal Alessandro Bichi..
Eleito bispo de Imola, em 17 de outubro de 1644. Consagrado, terça-feira, 27 de dezembro de 1644, igreja de S. Catarina di Sienna, Roma, pelo cardeal Ciriaco Rocci, coadjuvado por Alfonso Gonzaga, arcebispo titular de Rodas, e por Giacomo Theodoli, bispo de Forlí. Renunciou ao governo da diocese de Imola por problemas de saúde antes de 19 de fevereiro de 1646. Optou pelo título de S. Maria del Popolo, 28 de janeiro de 1649. Seguindo a tradição já praticada pelos prelados do século XVI da família Theodoli, ele era um amante apaixonado das artes. Após a destruição total de seu apartamento no segundo andar do edifício Theodoli al Corso, no outono de 1646, ele solicitou uma nova decoração ao pintor bávaro Johann Paul Schor (conhecido na Itália como Giovan Paolo Tedesco), que havia chegado recentemente a Roma vindo de Florença e usado pelo cardeal em todo tipo de trabalho artístico, desde a decoração de tetos, até a criação de aparelhos efêmeros, até o desenho de carruagens e móveis. Junto com seu irmão, demonstrando um gosto moderno e muito eclético, o cardeal colecionou em seu palácio obras de grandes mestres contemporâneos como Michelangelo Merisi da Caravaggio, Guido Reni, Giovanni Francesco Barbieri, chamado Guercino, Pietro da Cortona, Nicolas Poussin, não desdenhando encomendar cenas de gênero aos dois talentososbamboccianti Michelangelo Cerquozzi e Jan Miel ou virtuosos da natureza-morta como o flamengo Jan van Kessel e Mario Nuzzi chamado de Fiori , um dos artistas favoritos da família e também autor de um retrato do cardeal Theodoli..
Morreu em Roma em 27 de junho de 1650, ao amanhecer, em Roma. Enterrado em sua igreja titular de S. Alessio..